# 恆峰花園
恆峰花園（英語：Granville Garden），位於香港新界大圍碧田街18號的一個私人屋苑，於1997年入伙，由吳享洪建築師事務所設計。屋苑設3座樓高28層的住宅大廈，共提供666個單位，間隔以三房兩廳連主人套房，及四房兩廳連主人套房及士多房為主。三房兩廳連主人套房實用面積為641平方尺(C/F室及D/E室分別另加窗台48及42呎, 建築面積為832及826平方尺）；四房兩廳連主人套房及士多房實用面積為872平方尺(A/H室及B/G室分別另加窗台53及46呎, 建築面積為1118及1110平方尺）。 屋苑鄰近翠景花園、美松苑、美柏苑和美田邨。屋苑總面積約10,680平方米，居住密度較港鐵沿線屋苑低。三房單位可擁翠綠山景，但亦摻雜零星墳景。物業背山向城門河道，與前方美田邨有一段距離，環境空曠，居住密度較低，出入以居民為主，人流清簡。

## 停車場
平台下有4層停車場，恆峰花園提供534私家車泊位及134個單車泊位。

## 住客會所及公共設施
內住客會所為複式設計，面積約一萬二千平方尺。有健身室、桌球室、音樂室、閱覽溫習室、兒童遊戲室、多用途室／宴會廳、卡拉OK室、迷你哥爾夫球場、桑拿浴室、蒸汽浴室、按摩浴池、網球場以及大小泳池。平台花園有兒童遊樂場，園藝花園。另會所更為住客提供乾衣、家居清潔等服務。屋苑大廈公契可以飼養狗隻。

## 管理及保安
恆峰花園為大圍區內少數設有住客穿梭電梯大堂的私人屋苑 （另一屋苑為名城）。住客穿梭電梯目的為提供雙重保安，地面大堂有一個保安站，大堂電梯只去到平台不能直達住客樓層。住客經平台走到自己住宅大堂，然後再乘坐獨立電梯前往各樓層，各座大堂均有管理員24小時駐守。屋苑管理現時由偉邦物業管理公司負責，每呎管理費現時約 $2（2018）。

## 當區區議會
本屋苑屬於松田（R21）選區，區議員是蔡明揚先生。

## 校網
恆峰花園屬小學88校網，中學則屬沙田區 （页面存档备份，存于），網內學校包括沙田官立小學、循理會美林小學、迦密愛禮信小學、浸信會呂明才中學、沙田官立中學、聖公會曾肇添中學、沙田崇真中學及沙田培英中學等。

## 交通
屋苑在繁忙時間設有穿梭小巴來往大圍站，每15分鐘一班；綠色專線小巴63B 則全日接駁大圍港鐵站，車程約數分鐘。而步行前往大圍港鐵站則約需十二分鐘。此外亦可步行3分鐘到城門河對岸的美田邨乘搭九巴前往觀塘、黃大仙、沙田市中心、長沙灣、葵涌、油麻地等地區。由2019年4月起，特快過海巴士路線 985A 985A （页面存档备份，存于），於平日早上繁忙時間由美田邨前往銅鑼灣，取道青沙公路及西區海底隧道特快直達上環、中環、金鐘、灣仔及銅鑼灣。此路線前身為305線。由2021年4月起，城巴提供特快過海巴士路線 989 於繁忙時間往返沙田及港島東，取道青沙公路、西區海底隧道、中環及灣仔繞道前往北角，總站為西灣河。此路線由2022年8月起來回程繞經美輝街，方便附近居民上下班。龍運巴士E42線則途經大圍美楓樓直達香港國際機場。
此外，多條過海隧道巴士線途經大圍港鐵站，如182，170。隨著東鐵綫2022年5月15日正式延長至金鐘站，大圍站至金鐘站車程只需要17分鐘。